# 193 Eskadra IAF

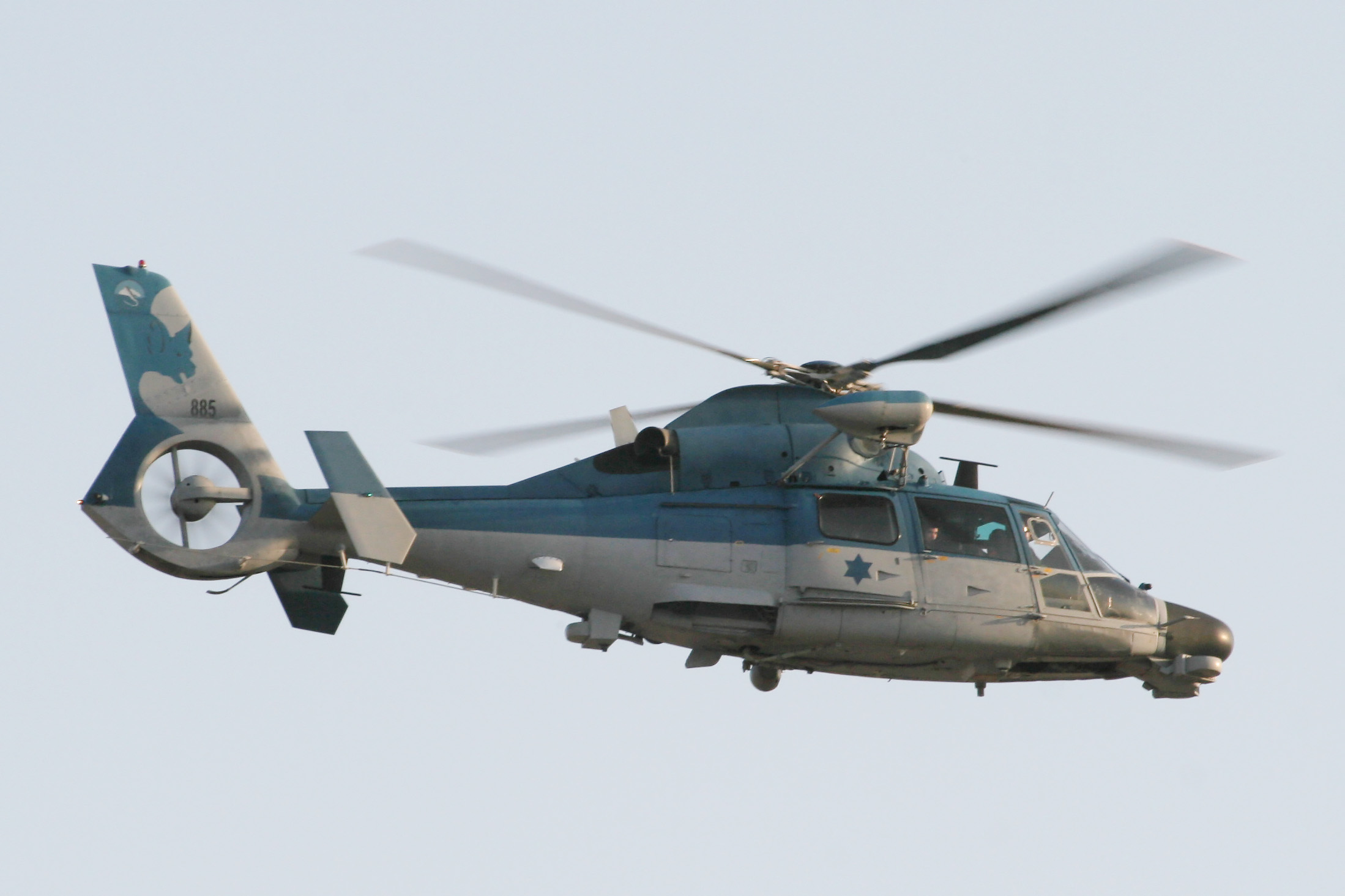
AS-565 Panther

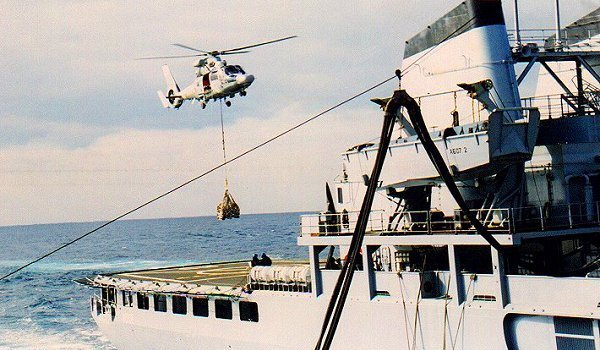

193 Eskadra („Helikoptery Morskie”) – eskadra helikopterów morskich Sił Powietrznych Izraela, bazująca w Ramat Dawid i Palmachim w Izraelu.

## Historia
Eskadra została sformowana 12 sierpnia 1987 i składała się z wielozadaniowych helikopterów morskich HH-65A Dolphin, które były wykorzystywane do zadań pełnionych przez marynarkę. Helikoptery najczęściej bazowały na okrętach, pełniąc misje patrolowe i operacje ratunkowe. Zostały one uzbrojone w przeciwokrętowe pociski rakietowe Harpoon.
Począwszy od 1996 eskadra przesiadła się do nowych helikopterów morskich AS-565 Panther.
Podczas II wojny libańskiej, 14 lipca 2006 helikoptery AS-565 Panther ostrzelały rakietami Bejrut. Był to odwet za trafienie izraelskiego okrętu rakietą C-802, za co odpowiedzialność ponosiła organizacja Hezbollah.

## Wyposażenie
Na wyposażeniu 193 Eskadry znajdują się następujące helikoptery:
- helikoptery morskie AS-565 Panther.